# Miran Potrč
Miran Potrč (27. března 1938, Maribor – 27. března 2023?) byl slovinský politik a právník.

## Životopis
Narodil se v roce 1938, v roce 1956 absolvoval mariborské gymnázium a v únoru 1961 dokončil Právnickou fakultu Univerzity v Lublani. Po stáži u Okresního soudu v Mariboru a povinné vojenské službě byl v letech 1963 až 1968 vedoucím právního oddělení mariborských sléváren. Byl také poradcem pro právní otázky dalších mariborských podniků.
V květnu 1968 vstoupil do politiky. V letech 1968 až 1973 byl tajemníkem místního výboru Svazu komunistů Slovinska v Mariboru. V letech 1973 až 1978 byl předsedou komise a člen předsednictva Svazu komunistů Slovinska. V období let 1978 až 1980 byl místopředsedou Svazu odborů Slovinska. V letech 1980 až 1982 byl členem předsednictva jugoslávského odborového svazu a v letech 1980 až 1981 byl jeho prvním předsedou s jednoletým mandátem.
V letech 1982 až 1986 byl vedoucím slovinské delegace v Radě republik a oblastí Skupštiny Socialistické federativní republiky Jugoslávie.
V roce 1986 byl zvolen předsedou Skupščiny Socialistické republiky Slovinsko. V letech 1988 až 1989 se podílel na přípravách dokumentů vytvářející právní základ nezávislosti Slovinska. Byl předsedou ústavněprávní komise skupščiny. V roce 1990 ho po prvních svobodných volbách vystřídal ve funkci France Bučar. Potrč byl v dubnu 1990 také zvolen členem skupščiny a stal se místopředsedou komise pro přípravu nové ústavy. Její účinností se skupščina přeměnila ve Státní shromáždění. Do něj byl Potrč opakovaně zvolen (1992, 1996, 2000, 2004 a 2008). V letech 2008 až 2011 byl místopředsedou Státního shromáždění Republiky Slovinsko. Poté se již politicky neangažoval.